# رابرت پوهل
 رابرت ویکارد پوهل (آلمانی: Robert Wichard Pohl؛ زاده ۱۰ اوت ۱۸۸۴ درگذشته ۵ ژوئن ۱۹۷۶) یک فیزیک‌دان اهل آلمان بود که به‌عنوان پدر فیزیک حالت جامد شناخته می‌شود.